# Горбатый-Шуйский, Василий Иванович
Князь Василий Иванович Горбатый-Шуйский — воевода и окольничий на службе у Московского князя Ивана IV Васильевича Грозного.
Представителей княжеского рода Горбатые-Шуйские, отрасли князей Шуйских. Рюрикович в XXII поколении. Младший из двоих сыновей окольничего князя Ивана Ивановича Горбатого-Шуйского. Имел старшего брата, князя Дмитрия Ивановича упомянутого в 1540-1541 годах воеводой на Мещере.

## Биография
В 1546 году годовал вторым воеводой в Васильев-городе.
В 1547-1548 годах был вторым воеводой большого полка в Муроме, в связи с подготовкой зимнего похода на Казань.
В ноябре 1547 года упомянут на свадьбе младшего брата Государя — князя Юрия Васильевича и княгини Иулиании Дмитриевны Палецкой среди князей Суздальских в свадебном поезде.
В 1555 году годовал первым воеводою в Алатыре.
В 1560 году первый воевода Передового полка в Калуге.
Погребён вместе с братом в Николо-Шартомском монастыре "легли у Николы Чюдотворца на Шархтме", где похоронены "изстари все их прародители".
По родословной росписи показан бездетным, поэтому все его вотчины отошли его вдове княгине Авдотье, которая в 1556 году продала их в казну.

## Критика
Имеются разночтения по дате смерти. В 1552 году царь Иван Грозный пожаловал по князю Василии Ивановичу Горбатому в Троице-Сергиев монастырь 100 рублей. В мае 1553 года архимандрит Николо-Шартомского монастыря — Иона сообщал, что после смерти князей Дмитрия и Василия Ивановичей Горбатых, последний "написал в духовной по себе и по своём брате и по всех прародителях монастырю в наследие"  горицкие деревни своей вотчины "без выкупа", а всего 17 деревень, в которых имелось 356 четвертей пашни и 315 копен сена. Между тем, в разрядных книгах князь Василий Иванович упомянут воеводой в 1555 и 1560 годах на Алатыре и в Калуге.
Нет подтверждённых сведений о том, что князь Василий Иванович Горбатый-Шуйский являлся — окольничим.